# الکس شکل
الکس شکل (انگلیسی: Alex Shackell؛ زادهٔ ۱۳ نوامبر ۲۰۰۶) شناگر زن اهل ایالات متحده آمریکا است.
وی در مسابقات کشوری و بین‌المللی در مجموع برندهٔ ۱ مدال طلا، ۱ مدال نقره شده است.